# Titularbistum Dices
Das Bistum Dices (italienisch diocesi di Dices, lateinisch Dioecesis Dicensis) ist ein Titularbistum der römisch-katholischen Kirche.
Es geht zurück auf einen historischen Bischofssitz in der antiken Stadt gleichen Namens in der römischen Provinz Byzacena bzw. Africa proconsularis in der Sahelregion von Tunesien.
| Titularbischöfe von Dices |                            |                                     |                   |                   |
| Nr.                       | Name                       | Amt                                 | von               | bis               |
| 1                         | Georges-Henri Guibert CSSp | Weihbischof in Dakar (Senegal)      | 15. Dezember 1949 | 7. November 1960  |
| 2                         | Fortunato Antonio Rossi    | Weihbischof in Paraná (Argentinien) | 24. Juli 1961     | 12. August 1963   |
| 3                         | Bolesław Łukasz Taborski   | Weihbischof in Przemyśl (Polen)     | 31. Oktober 1963  | 18. November 2004 |
| 4                         | Ryszard Kasyna             | Weihbischof in Danzig (Polen)       | 24. Januar 2005   | 27. Oktober 2012  |
| 5                         | Henryk Ciereszko           | Weihbischof in Białystok (Polen)    | 17. November 2012 |                   |